# Mayetia skeeteri
Mayetia skeeteri är en skalbaggsart som beskrevs av Royce och Kistner 1970. Mayetia skeeteri ingår i släktet Mayetia och familjen kortvingar. Inga underarter finns listade i Catalogue of Life.